# Cafrii
Cafrii (카프리, 본명: 최우한, 1994년 8월 31일 ~ )'는 대한민국 DJ 및 음악 PD이다.
장르는 House를 주력으로 한다.
'유니버설 뮤직 그룹' 스웨덴 산하 레이블을 통해 싱글 'Moonshine (Feat.JOEY DJIA)'와 'Sunrise (Feat. Paula Mendes)' 발매하여 2020년 7월 7일 데뷔하였다.

## 학력
대구상원고등학교
계명대학교 음악대학

## 디스코그래피

### 정규
- RISE (2022)

### 싱글
- Sunrise (Feat. Paula Mendes) (2019년)
- NETFLIX (Feat. Greg Priester) (2021)
- Moonshine (Feat. JOEY DJIA) (2021)